# یواس‌اس مکدوناگ (دی‌دی-۳۳۱)
یواس‌اس مکدوناگ (دی‌دی-۳۳۱) (به انگلیسی: USS Macdonough (DD-331)) یک کشتی بود که طول آن ۹۵٫۸۳ متر (۳۱۴٫۴ فوت) بود. این کشتی در سال ۱۹۲۰ ساخته شد.